# Ротацизъм
Ротацизъм е събирателно наименование на езикови явления, свързани с употребата на съгласния звук „р“. Във фонетиката означава превръщването на друг съгласен звук в „р“. Понятието е наречено на името на гръцката буква „ро“ (р).

## Ротацизъм в индоевропейските езици
В индоевропейските езици, ротацизмът се наблюдава сравнително често.

### Албански език
В южните диалекти на албанския n преминава в r.
- Valona (от латинското Avlona) става Vlora (гр. Вльора)

### Германски езици
- В холандски език: vriezen – gevroren
- В английски език: was – were (от германското was – wēzun), lose vs forlorn (от германското liusana – luzenaz)
- В някои немски диалекти (в Мекленбург и Хесен), d между гласни преминава често в r: Borrem – Boden „под“

### Латински език
В латински език s преминава в r.
- flos (им.) – florem (вин.)
- genus (им.) – generis (род.)
- corroborare – robustus (глагол от conrobosare)
- de iure – iustus
- ero – est

### Италиански език
В неаполитанския диалект d преминава в r:
- medesimo – meresemo
- diaspora – riaspro

В по-редки случаи l преминава в r:
- albero – arvero
- ultimo – urdemo

### Португалски език
В португалски l е преминало в r:
- obrigado < obligado
- praça < plaza

### Румънски език
В румънски l и n между гласни преминават в r:
- caelum > cer
- sole > soare
- monumentum > mormint
- fenestra > fereastră

В славянските езици ротацизмът е рядко срещано явление.

### Словенски език
В словенски ротацизмът се изразява в промяната на ž в r:
- moreš < можешь
- kdor < кътоже

Ротацизмът в словенския се наблюдава в писмени паметници от 10 век.

## Ротацизъм в тюркските езици
Особено значение за изучаването и възстановяването на тюркския праезик е следното явление. На звука z в древнотюркски и в останалите тюркски езици съответства звук r в чувашки и в думи от прабългарски, запазени в българския език.
Пример за това дава следното сравнение:
| чувашки              | български | други тюркски                                                                      | значение            |
| -------------------- | --------- | ---------------------------------------------------------------------------------- | ------------------- |
|                      | шаран     | sazan (тур.)                                                                       | шаран               |
|                      | губер     | kigiz (узб.)                                                                       | килим               |
| хĕр                  |           | kiz (тур.)                                                                         | дъщеря              |
| тăххăр               |           | dokuz (тур.)                                                                       | девет               |
| саккăр               |           | sekiz (тур.)                                                                       | осем                |
| сĕр „цедя“           | шуртя     | др-тюрк. süz „шуртя“; тур. süzmek „цедя“; заета в унг. szűr „процежда се“          | шуртя, процеждам се |
| вăрах „дълъг, бавен“ | верига    | тур. uzak „далечен, отдалечен“ тат. озак „дълъг, продължителен“, монг. урт „дълъг“ | верига              |

Според теорията на „зетацистите“ (Рамщед, Рясянен, Менгес, Илич-Свитич и др.) в тюркския праезик са съществували два вида r, като означеното от тях като r2 се слива с обикновеното r в западните тюркски (огурски) езици (прабългарски, чувашки), а преминава в z във всички останали, условно наречени източни тюркски езици. Най-ранните писмени паметници на древнотюркски език, Орхонските надписи, засвидетелстват z. Гореспоменатите учени, а и някои други (Хелимски, Старостин) се основават на факта, че всички ранни тюркски заемки в монголските езици показват наличие на r, вместо z, напр. тюрк. ikkiz > монг. ikere „близнаци“. Същото се отнася и за тюркски заемки в унгарския език, които може би са проникнали през прабългарски.
Други учени, т. нар. „ротацисти“ (Гомбоч, Немет, Щербак, Рона-Таш, Яхунен) поддържат противоположното мнение, че изходният звук е z и че фонетичната промяна е настъпила само в огурските езици. Тя обаче не може да обясни как попадат тюркски заемки с r в монголските или самоедските езици в Северен Сибир. Това би означавало езикови малцинства (чуваши или прабългари) да се движат сред преобладаващо z-говорещо население на огромна територия и да налагат своето произношение на чужди езикови групи, което не съответства на историческите данни.